# خسرومیره
خسرومیره روستایی از توابع بخش مرکزی شهرستان ازنا در استان لرستان ایران است.طایفه تُرک

## جمعیت
این روستا در دهستان پاچه لک غربی قرار دارد و براساس سرشماری مرکز آمار ایران در سال ۱۳۸۵، جمعیت آن زیر سه خانوار بوده‌است.